# 긴꼬리
긴꼬리(학명: Oecanthus longicauda)는 귀뚜라미과의 곤충이다.

## 특징
몸길이는 10~15mm(뒷날개 끝까지 14~20mm)이고, 산란관의 길이는 10mm이다. 연한 흰색이다. 머리는 작고 길다. 배마디 아랫면의 복판은 어두운 검은색이다. 뒷날개는 앞날개 바깥으로 삐죽 나온다. 수컷의 앞날개 경판부는 폭보다 길이가 길다. 암컷 산란관은 흑갈색이며 뒷다리 퇴절보다 약간 더 길다. 유충의 몸은 거의 흰색으로 길쭉하며 머리 모양으로 구별할 수 있다. 지역에 따라 어두운 체색을 띠는 흑화형이 나타난다.
성충기는 8~10월이다. 수컷은 야간에 앞날개를 수직으로 쳐들고 서로 맞비벼 ‘루루루루―’하는 반복적인 연속음을 낸다. 외부 온도에 따라 울음소리의 박자는 쉽게 변한다.

## 분포
제주도를 포함한 한반도 전역과 일본, 중국 북동부, 러시아 극동에 분포한다.